# Tir als Jocs Olímpics d'estiu de 1912 - Rifle militar per equips
La competició de rifle militar per equips va ser una de les divuit proves de programa de Tir dels Jocs Olímpics d'Estocolm de 1912. Es disputà el 29 de juny de 1912 i hi van prendre part 60 tiradors procedents de 10 nacions.

## Medallistes
| Or | Plata | Bronze |
| Estats UnitsHarry Adams · Allan Briggs · Cornelius Burdette · John Jackson · Carl Osburn · Warren Sprout | Regne UnitHenry Burr · Arthur Fulton · Harcourt Ommundsen · Edward Parnell · James Reid · Edward Skilton | SuèciaCarl Björkman · Tönnes Björkman · Mauritz Eriksson · Werner Jernström · Hugo Johansson · Bernhard Larsson |

## Resultats
| Pos. | Equip                  | Puntuació Ind. | Puntuació equip |
| ---- | ---------------------- | -------------- | --------------- |
| 1    | Estats Units           | Estats Units   | 1.687           |
| 1    | Cornelius Burdette     | 288            | 1.687           |
| 1    | Allan Briggs           | 283            | 1.687           |
| 1    | Harry Adams            | 283            | 1.687           |
| 1    | John Jackson           | 279            | 1.687           |
| 1    | Carl Osburn            | 278            | 1.687           |
| 1    | Warren Sprout          | 276            | 1.687           |
| 2    | Regne Unit             | Regne Unit     | 1.602           |
| 2    | Harcourt Ommundsen     | 276            | 1.602           |
| 2    | Henry Burr             | 266            | 1.602           |
| 2    | Edward Skilton         | 266            | 1.602           |
| 2    | James Reid             | 266            | 1.602           |
| 2    | Edward Parnell         | 266            | 1.602           |
| 2    | Arthur Fulton          | 262            | 1.602           |
| 3    | Suècia                 | Suècia         | 1.570           |
| 3    | Mauritz Eriksson       | 266            | 1.570           |
| 3    | Werner Jernström       | 262            | 1.570           |
| 3    | Tönnes Björkman        | 261            | 1.570           |
| 3    | Carl Björkman          | 261            | 1.570           |
| 3    | Bernhard Larsson       | 261            | 1.570           |
| 3    | Hugo Johansson         | 259            | 1.570           |
| 4    | Sud-àfrica             | Sud-àfrica     | 1.531           |
| 4    | George Harvey          | 258            | 1.531           |
| 4    | Robert Bodley          | 256            | 1.531           |
| 4    | Arthur Smith           | 256            | 1.531           |
| 4    | Ernest Keeley          | 255            | 1.531           |
| 4    | Charles Jeffreys       | 254            | 1.531           |
| 4    | Robert Patterson       | 252            | 1.531           |
| 5    | França                 | França         | 1.515           |
| 5    | Louis Percy            | 263            | 1.515           |
| 5    | Paul Colas             | 262            | 1.515           |
| 5    | Raoul de Boigne        | 262            | 1.515           |
| 5    | Pierre Gentil          | 257            | 1.515           |
| 5    | Léon Johnson           | 240            | 1.515           |
| 5    | Maxime Landin          | 231            | 1.515           |
| 6    | Noruega                | Noruega        | 1.473           |
| 6    | Ole Degnæs             | 268            | 1.473           |
| 6    | Arne Sunde             | 253            | 1.473           |
| 6    | Ole Jensen             | 248            | 1.473           |
| 6    | Hans Nordvik           | 242            | 1.473           |
| 6    | Olaf Husby             | 233            | 1.473           |
| 6    | Mathias Glomnes        | 229            | 1.473           |
| 7    | Grècia                 | Grècia         | 1.445           |
| 7    | Frangiskos Mavrommatis | 261            | 1.445           |
| 7    | Alexandros Theofilakis | 258            | 1.445           |
| 7    | Ioannis Theofilakis    | 249            | 1.445           |
| 7    | Nikolaos Levidis       | 231            | 1.445           |
| 7    | Iakovos Theofilas      | 229            | 1.445           |
| 7    | Spyridon Mostras       | 217            | 1.445           |
| 8    | Dinamarca              | Dinamarca      | 1.419           |
| 8    | Niels Andersen         | 250            | 1.419           |
| 8    | Lars Jørgen Madsen     | 247            | 1.419           |
| 8    | Hans Schultz           | 244            | 1.419           |
| 8    | Niels Larsen           | 237            | 1.419           |
| 8    | Jens Hajslund          | 223            | 1.419           |
| 8    | Rasmus Friis           | 218            | 1.419           |
| 9    | Rússia                 | Rússia         | 1.403           |
| 9    | Pavel de Valdayne      | 251            | 1.403           |
| 9    | Dmitry Kuskov          | 246            | 1.403           |
| 9    | Teotan Lebedev         | 237            | 1.403           |
| 9    | Davids Weiss           | 226            | 1.403           |
| 9    | Aleksandr Tillo        | 226            | 1.403           |
| 9    | Georgi de Davydov      | 217            | 1.403           |
| 10   | Hongria                | Hongria        | 1.333           |
| 10   | Emil Bömches           | 237            | 1.333           |
| 10   | István Prihoda         | 227            | 1.333           |
| 10   | Rezső Velez            | 226            | 1.333           |
| 10   | László Hauler          | 219            | 1.333           |
| 10   | Géza Mészöly           | 217            | 1.333           |
| 10   | Aladár Farkas          | 207            | 1.333           |